# OH 65
OH 65 es el nombre de catálogo de una mandíbula, con la dentición completa, y parte del cráneo fósiles de Homo habilis, con una antigüedad estimada de 1,8 millones de años, dentro del Calabriense, descubierto en 1995 por Amy Cushing y Agustino Venance y descrito por primera vez por R.J. Blumenschine et al. en 2003. El hallazgo ocurrió en la garganta de Olduvai, Tanzania. Se conserva en el National Natural History Museum, Arusha, Tanzania.

## Descripción y taxonomía
OH 65 es una mandíbula, con la dentición completa, y parte del cráneo facial.
Muestra rasgos tanto de habilis como parecido con KNM-ER 1470, holotipo de
Homo rudolfensis. Las coronas molares son pequeñas en relación con la longitud de las raíces y las raíces de los caninos son largas y estrechas. El paladar se asemeja a KNM-ER 1470. Sin embargo otros rasgos cruzados entre distintos fósiles de la zona tienen parecidos con Australopithecus africanus.
A raíz de las correspondencias morfológicas se ha sugerido, incluso, la unión de las especies H. habilis y H. rudolfensis en una sola.
Por las marcas dentales producidas por las herramientas utilizadas en labores con la boca, como el corte de alimentos, se puede concluir que era diestro.